# Hellraiser 3: Iadul pe pământ
Hellraiser 3: Iadul pe pământ  (titlu original: Hellraiser III: Hell on Earth) este un film de groază americano-canadian din 1992 regizat de Anthony Hickox. Este al treilea film din seria Hellraiser a lui Clive Barker. În rolurile principale joacă actorii Doug Bradley, Terry Farrell, Paula Marshall și Kevin Bernhardt. Este primul film al seriei care a fost realizat în afara Marii Britanii.

## Prezentare
Pinhead (Doug Bradley) este prins, împreună cu cutia-puzzle, printre figurile care se zvârcolesc și fețele distorsionate gravate pe suprafața unui pilon complicat sculptat - Pilonul Sufletelor (Pillar of Souls). Pilonul este  cumpărat de către un tânăr playboy care îl consideră ca fiind o sculptură. Pinhead încearcă sa scape din pilon ademenindu-l pe playboy să aducă victime în prezența sa pentru ca să se poată folosi de sângele acestora. După ce devine liber, încearcă să distrugă cubul-puzzle, astfel încât să nu mai poată să se întoarcă în Iad, dar reporterița Joey Summerskill (Terri Farrell)  investighează crimele oribile și îi stă în cale.

## Distribuție
- Doug Bradley - Pinhead / Captain Elliott Spencer
- Terry Farrell - Joanne "Joey" Summerskill
- Paula Marshall - Terri / Dreamer Cenobite / Skinless Sandy
- Kevin Bernhardt - J.P. Monroe / Pistonhead Cenobite
- Ashley Laurence (video cameo) - Kirsty Cotton
- Ken Carpenter - Daniel "Doc" Fisher / Camerahead Cenobite
- Peter Atkins - Rick "The Bar Man" / Barbie Cenobite
- Eric Willhelm - CD Cenobite
- Robert Hammond - Chatterer Cenobite
- Brent Bolthouse - "The DJ"
- Lawrence Mortorff - Bum
- Clayton Hill - The Priest
- Aimée Leigh - Sandy / "Skinless" Sandy (țipete)
- Peter G. Boynton - Mr. Summerskill
- Phillip Hyland - Brad
- George Lee - Bob
- Ron Norris - Douglas the bouncer
- Armored Saint - Band at bar